# Universidad Nacional de Rafaela
La Universidad Nacional de Rafaela (UNRaf) es una universidad pública y gratuita ubicada en la ciudad de Rafaela que forma parte del sistema educativo universitario de la República Argentina. La UNRaf se constituyó como la tercera universidad de carácter nacional creada en la provincia de Santa Fe. La anteceden históricamente la Universidad Nacional del Litoral (UNL) fundada en 1919 y la Universidad Nacional de Rosario (UNR) cuya fecha de creación se remonta al año 1968.

## Historia
En 2014, fue sancionada y promulgada la Ley n°27.062 que le da origen. Esto fue posible a partir de un proyecto de ley que fuera elaborado y presentado por, el Sr. C.P.N. Omar Perotti que en aquel momento se desempeñaba como Diputado Nacional.
Esta universidad dispone su área de influencia en el norte y oeste santafesino, así como las zonas limítrofes de las provincias de Córdoba y Santiago del Estero; región con un marcado perfil socioeconómico de actividades industriales, productivas y agropecuarias.
Primera Asamblea Universitaria
El 15 de septiembre de 2017 se celebró la primera Asamblea Universitaria de la UNRaf. En esta asamblea, se eligió rector y vicerrector de esta casa de estudios. De la votación de los consejeros presentes, resultó la elección unánime de Rubén Ascúa como rector y de Rosario Cristiani como vicerrectora para ejercer funciones hasta 2021. Con este hecho, comienza el pleno ejercicio de la autonomía universitaria y el cogobierno de sus actores, características propias de la institucionalidad de las Universidades Nacionales en Argentina. El 25 de septiembre de ese año, se desarrolló el acto de asunción de las nuevas autoridades electas.
Segunda Asamblea Universitaria
El 16 de diciembre de 2020, el máximo órgano de gobierno universitario se reunió para aprobar el Estatuto Universitario definitivo. En esta Segunda Asamblea Universitaria, el rector, hizo un repaso por todas las acciones que posibilitaron el crecimiento sostenido de la Universidad, que hoy cuenta con 20 carreras que incluyen licenciaturas, diplomaturas, posgrados, tecnicaturas universitarias y ciclos de complementación curricular.

## Oferta académica

### Carreras de pregrado
- Tecnicatura Universitaria en Entrenamiento Deportivo.
- Tecnicatura Universitaria en Mecatrónica.
- Tecnicatura Universitaria en Análisis de Datos.

### Carreras de grado
- Licenciatura en Relaciones del Trabajo.
- Licenciatura en Diseño Industrial.
- Licenciatura en Medios Audiovisuales y Digitales.
- Licenciatura en Producción de Videojuegos y Entretenimiento Digital.
- Licenciatura en Gestión de la Tecnología.
- Licenciatura en Administración y Gestión de la Información.
- Licenciatura en Agroinformática.
- Licenciatura en Bioinformática.
- Ingeniería en Computación.

Las carreras de grado y pregrado de UNRaf inician con un Ciclo de Formación General en el que los y las estudiantes de distintas carreras cursan conjuntamente cuatro asignaturas: Taller de Lectura y Escritura Académica, Taller de Estadística y Cálculo, Problemáticas Contemporáneas y Universidad, Sociedad y Conocimiento.

### Ciclos de complementación curricular
- Licenciatura en Industrias Alimentarias.
- Licenciatura en Gestión de la Tecnología.
- Licenciatura en Educación.
- Licenciatura en Ciencias del Entrenamiento.

### Carreras de posgrado
- Especialización en Docencia Universitaria.[8]
- Maestría en Administración de Empresas.[9]

### Diplomaturas
- Diplomatura universitaria en Innovación y creatividad.[10]
- Diplomatura universitaria en teatro para docentes.[11]
- Diplomatura universitaria en estudios latinoamericanos.[12]
- Diplomatura universitaria en eficiencia energética y energías renovables.[13]
- Diplomatura en Desarrollo ecosistémico y economía Circular.[14]
- Diplomatura en gestión de las organizaciones de la sociedad civil.[15]
- Diplomatura en promoción deportiva.[16]

## Campus Universitario
El 20 de diciembre de 2017, la UNRaf presentó el plan director para el desarrollo del campus universitario, que proponía pautas generales de desarrollo de infraestructura por etapas y a largo plazo.
El masterplan fue elaborado en conjunto con la Universidad Nacional de San Martín (UNSAM) como parte de un convenio marco de cooperación.
Anteriormente, el Concejo Municipal había aprobado por unanimidad el proyecto de urbanización, que incluía la donación por parte de propietarios privados, de un terreno de 10 hectáreas en el suroeste de la ciudad sobre la Ruta Nacional 34, destinado al campus, como parte de un proyecto de desarrollo urbanístico integral para esa zona, impulsado por la Municipalidad de Rafaela. La Ordenanza correspondiente fue promulgada el 14 de julio de 2017 y el 21 de ese mismo mes, se suscribió el convenio entre el municipio local, los propietarios privados del predio y la universidad.
En septiembre de 2019, comenzó la construcción del primer edificio del campus.
El 16 de diciembre de 2020, se adjudicó la obra correspondiente a la Licitación Pública N°02/2020 “Obra Frente Ingreso a Campus de la UNRaf”. En este llamado a licitación se presentaron 4 ofertas provenientes de RC IN S.R.L., MENARA CONSTRUCCIONES S.A., JUAN PABLO MARTINAZZO y DYSCON S.A., resultando esta última seleccionada para la construcción de la obra.
El 18 de diciembre de 2020, la Universidad Nacional de Rafaela (UNRaf) se inició la gestión para la construcción del segundo edificio de su Campus Universitario. El edificio a construir tendrá unos 4000 m² de superficie total. El proyecto contará con 29 aulas taller, oficinas y un espacio de usos múltiples, distribuidos en una planta baja y dos pisos. Esto permitirá a la UNRaf realizar íntegramente sus actividades académicas en instalaciones propias .